# Чижів дуб
Чижів дуб — ботанічна пам'ятка природи місцевого значення в Звенигородському районі Черкаської області.

## Опис
Площа 0,01 га. Як об'єкт природно-заповідного фонду створено рішенням Черкаської обласної ради від 10.09.2021 № 8-31/VIII.
Розташовано в Звенигородському районі, у кв. 32 вид. 2 Вільхівецького лісництва.
Під охороною дерево дуба звичайного (Quercus robur L.).  Обхват стовбура 342 см, висота близько 24 м, вік 200-220 років.
Лісова ділянка представлена середньовіковою свіжою грабовою дібровою. У підліску зростають бузина чорна та черемха звичайна.

Землекористувач та землевласник — ДП Звенигородське лісове господарство.